# Joe, barmanul din Tokyo
Joe, barmanul din Tokyo (în engleză Tokyo Joe) este un film noir dramatic polițist regizat de Stuart Heisler după un scenariu de Walter Doniger, Cyril Hume și Bertram Millhauser bazat pe o povestire de Steve Fisher. În rolurile principale au interpretat actorii Humphrey Bogart și Alexander Knox.
A fost produs de studiourile Santana Productions și a avut premiera în noiembrie 1949, fiind distribuit de Columbia Pictures. Coloana sonoră este compusă de George Antheil[*]. A avut încasări de 1,9 milioane de dolari americani.

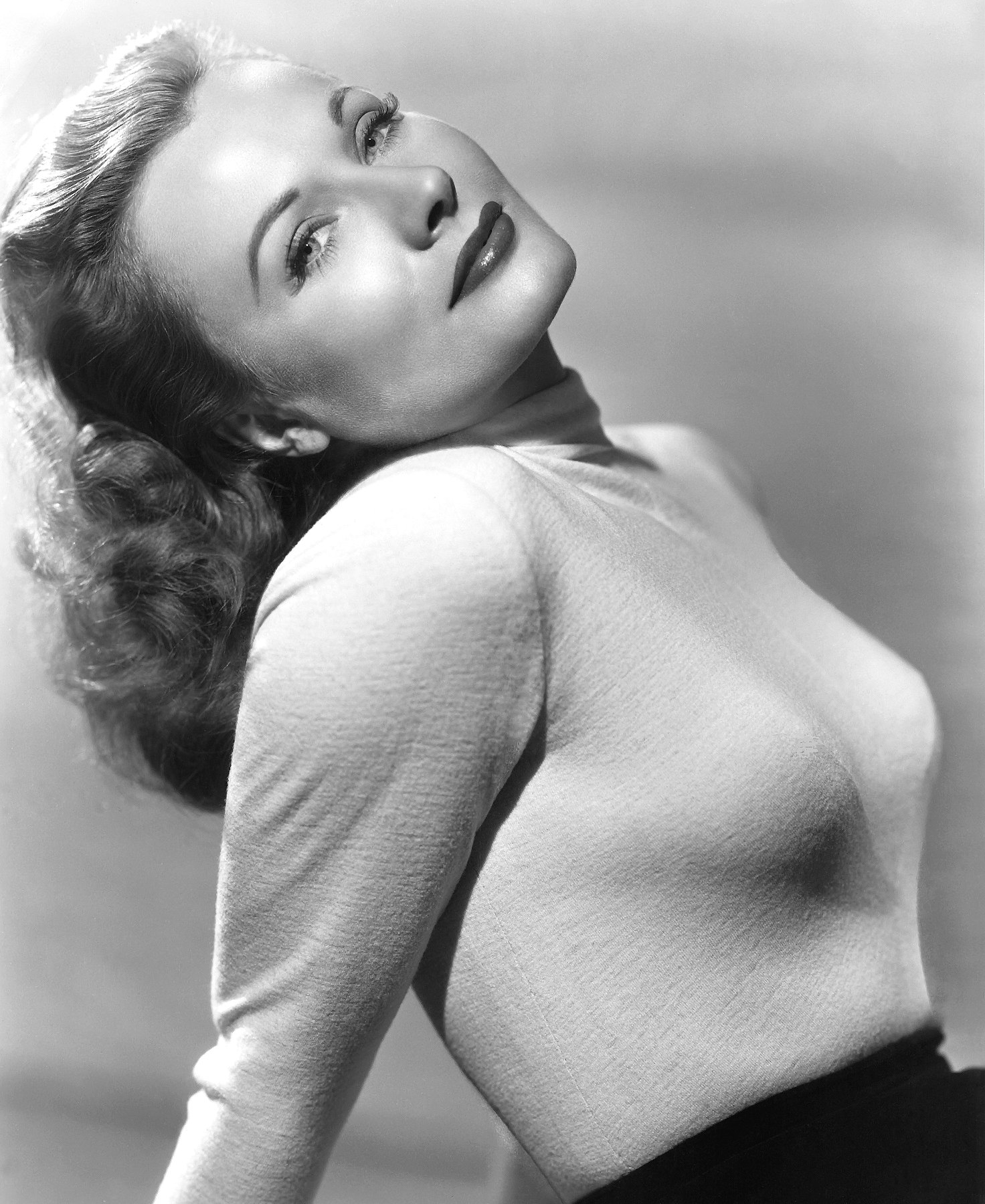
Florence Marly în 1948

## Rezumat
În speranța că își va recâștiga fosta viață după cel de-al doilea război mondial, colonelul Joe Barrett s-a reîntors la Tokyo, unde în perioada de dinainte de război a condus cabaretul Tokyo Joe și a fost căsătorit cu o emigrantă din Rusia, Trina. Convins că ea este moartă, Joe află brusc că Trina este de fapt în viață și chiar mai mult - s-a căsătorit cu un diplomat american. Cu intenția de a-și reface relația cu Trina, se trezește ferm implicat în șantaj și conspirații.

## Distribuție
Au interpretat actorii:
- Humphrey Bogart - Joseph 'Joe' Barrett
- Alexander Knox - Mark Landis
- Florence Marly - Trina Pechinkov Landis
- Sessue Hayakawa - Baron Kimura
- Jerome Courtland - Danny
- Gordon Jones - Idaho
- Teru Shimada - Ito
- Hideo Mori - Kanda
- Charles Meredith - Gen. Ireton
- Rhys Williams - Col. Dahlgren
- Lora Lee Michel - Anya, fiica Trinei
- Hugh Beaumont - Provost Marshall Major (nemenționat)

## Producție
În același an, studioul Santana Productions, deținut de Bogart, a mai produs un film cu acesta, Bate la orice ușă. De asemenea, Chain Lightning a fost realizat în acest an, dar a avut premiera în 1950.
Bogart a devenit tată prima dată la 49 de ani, când Lauren Bacall l-a născut pe Stephen Humphrey Bogart la 6 ianuarie 1949 în timpul filmărilor la Joe, barmanul din Tokyo. A fost singurul său băiat (a mai avut o fiică, Leslie).